# Elecciones parlamentarias de Vanuatu de 2025
Las elecciones generales de Vanuatu de 2025 se realizaron en dicho país el 16 de enero del mencionado año,habiéndose aplazado del 14 de enero de 2025 debido al terremoto de Port Vila del 17 de diciembre de 2024. Los resultados de las elecciones mostraron que ningún partido político había obtenido la mayoría en el Parlamento, lo que provocó la creación de un gobierno de coalición el 27 de enero.

## Trasfondo
La elección se convocó después de que el presidente Nikenike Vurobaravu disolviera el Parlamento en vísperas de una moción de censura contra el primer ministro Charlot Salwai en noviembre de 2024.Las elecciones, previstas originalmente para el 14 de enero de 2025, se trasladaron al 16 de enero de 2025 debido al terremoto de Port Vila de 2024 del 17 de diciembre.Hay más de 300.000 votantes registrados.

## Sistema electoral
Los 52 miembros del Parlamento fueron elegidos de ocho distritos electorales de un solo miembro y diez distritos electorales de varios miembros (de entre dos y siete escaños) por escrutinio mayoritario uninominal y voto único no transferible, respectivamente.

## Resultados
| Partido                            | Partido                                          | Votos   | %      | Escaños | +/–         |
| ---------------------------------- | ------------------------------------------------ | ------- | ------ | ------- | ----------- |
|                                    | Unión de Partidos Moderados                      | 22,663  | 15.51  | 6       | 1           |
|                                    | Vanua'aku Pati                                   | 21,473  | 14.70  | 7       | Sin cambios |
|                                    | Movimiento de Reunificación para el Cambio       | 17,119  | 11.72  | 5       | Sin cambios |
|                                    | Partido de Líderes de Vanuatu                    | 16,183  | 11.07  | 9       | 4           |
|                                    | Partido de la Tierra y la Justicia               | 9,666   | 6.61   | 5       | 1           |
|                                    | Grupo Iauko                                      | 9,383   | 6.42   | 6       | 3           |
|                                    | Partido de Desarrollo Rural                      | 8,069   | 5.52   | 6       | 2           |
|                                    | Partido Nacional Unido                           | 3,578   | 2.45   | 1       | 3           |
|                                    | Movimiento Laverwo                               | 3,499   | 2.39   | 1       | Sin cambios |
|                                    | Nagriamel                                        | 3,102   | 2.12   | 1       | Sin cambios |
|                                    | Confederación Verde                              | 2,606   | 1.78   | 1       | 1           |
|                                    | Partido de Gobierno Tradicional                  | 2,373   | 1.62   | 0       | Nuevo       |
|                                    | Partido de Desarrollo Progresista de Vanuatu     | 2,281   | 1.56   | 1       | Sin cambios |
|                                    | Partido de Desarrollo Nacional de Vanuatu        | 1,849   | 1.27   | 0       | 2           |
|                                    | Partido Progresista del Pueblo                   | 1,310   | 0.90   | 0       | 2           |
|                                    | Partido Económico e Industrial de Vanuatu        | 1,082   | 0.74   | 0       | Nuevo       |
|                                    | Partido de Desarrollo de la Unidad Popular       | 1,020   | 0.70   | 0       | 1           |
|                                    | Movimiento personalizado Ngwasoanda              | 1,012   | 0.69   | 1       | Sin cambios |
|                                    | Wan Nakamal                                      | 853     | 0.58   | 0       | Sin cambios |
|                                    | Alianza Democrática para el Cambio               | 735     | 0.50   | 0       | Nuevo       |
|                                    | Movimiento de Transformación de Oceanía          | 710     | 0.49   | 0       | Sin cambios |
|                                    | Movimiento por la Rectitud, la Paz y la Justicia | 689     | 0.47   | 0       | Sin cambios |
|                                    | Movimiento Namarakieana                          | 462     | 0.32   | 1       | Sin cambios |
|                                    | Partido de Autosuficiencia de Vanuatu            | 344     | 0.24   | 0       | Sin cambios |
|                                    | Oyoramada Muvmen                                 | 238     | 0.16   | 0       | Nuevo       |
|                                    | Movimiento Tohurihuri                            | 160     | 0.11   | 0       | Nuevo       |
|                                    | Partido de Gobierno Aduanero Nacional de Vanuatu | 152     | 0.10   | 0       | Nuevo       |
|                                    | Partido del Jefe de los Pueblos Indígenas        | 67      | 0.05   | 0       | Nuevo       |
|                                    | Independientes                                   | 13,445  | 9.20   | 1       | Sin cambios |
| Total                              | Total                                            | 146,123 | 100.00 | 52      | Sin cambios |
| Votos válidos                      | Votos válidos                                    | 146,123 | 99.65  | –       | –           |
| Votos inválidos/en blanco          | Votos inválidos/en blanco                        | 508     | 0.35   | –       | –           |
| Total                              | Total                                            | 146,631 | 100.00 | 52      | –           |
| Votantes registrados/participación | Votantes registrados/participación               | 212,245 | 69.09  | –       | –           |
| Fuente: Vanuatu Electoral Office   |                                                  |         |        |         |             |

## Formación de gobierno
El 27 de enero, el Partido de Líderes de Vanuatu, el Partido Vanua'aku, la Unión de Partidos Moderados, el Movimiento de Reunificación para el Cambio, el Grupo Iauko y el Partido Tierra y Justicia acordaron formar un gobierno de coalición.El 11 de febrero, Jotham Napat, del Partido de los Líderes, fue elegido primer ministro por el Parlamento, recibiendo 50 votos y dos nulos.